# Еладіо Сільвестр
Еладіо Сільвестр (ісп. Eladio Silvestre, кат. Eladi Silvestre, нар. 18 листопада 1940, Сабадель) — іспанський каталонський футболіст, що грав на позиції захисника.
Виступав, зокрема, за клуб «Барселона», з якою став триразовим володарем Кубка Іспанії та володарем Кубка ярмарків, а також національну збірну Іспанії, з якою був учасником чемпіонату світу 1966 року.

## Клубна кар'єра
Розпочав грати у футбол в нижчолігових клубах «Льєйда» та «Кондаль». Своєю грою за останню команду привернув увагу представників тренерського штабу клубу «Барселона», до складу якого приєднався 1962 року. Відіграв за каталонський клуб наступні десять сезонів своєї ігрової кар'єри. Більшість часу, проведеного у складі «Барселони», був основним гравцем захисту команди і з Хуліо Сесаром Бенітесом та Франсіско Гальєго створив одне з найкращих оборонних тріо іспанського футболу того часу. За цей час тричі виборював титул володаря Кубка Іспанії та ставав володарем Кубка ярмарків, а також зіграв у фіналі Кубка володарів кубків 1969 року, де іспанці поступились чехословацькому «Словану» (Братислава). Крім того 22 вересня 1971 року зіграв у так званому Суперфіналі Кубка ярмарків, останньому матчі в історії турніру, в якому допоміг своїй команді обіграти інший найтитулованіший клуб в історії турніру, англійський «Лідс Юнайтед» (2:1), забравши трофей навічно до музею каталонського клубу. За «Барселону» всього він відіграв 428 офіційних матчів в усіх турнірах і забив 14 голів.
Згодом протягом 1972—1974 років захищав кольори клубу другого дивізіону «Еркулес», а завершив ігрову кар'єру у іншій команді Сегунди «Хімнастік» (Таррагона), за яку виступав протягом сезону 1974/75 років.

## Виступи за збірну
23 червня 1966 року дебютував в офіційних іграх у складі національної збірної Іспанії в товариському матчі проти Уругваю (1:1), а вже наступного місяця у її складі поїхав на чемпіонат світу 1966 року в Англії. Там Сільвестр зіграв в одному матчі проти Аргентини (1:2), а іспанці не подолали груповий етап.
Загалом протягом кар'єри у національній команді, яка тривала 5 років, провів у її формі 10 матчів. Він також виступав за збірну Каталонії, за яку провів два матчі.

## Титули і досягнення
- Володар Кубка Іспанії (3):

«Барселона»: 1962–63, 1967–68, 1970–71
- Володар Кубка ярмарків (2):

«Барселона»: 1965–66, Суперфінал 1971